# Перу (Індіана)
Перу (англ. Peru) — місто (англ. city) в США, в окрузі Маямі штату Індіана. Населення — 11 073 особи (2020).

## Географія
Перу розташований за координатами 40°45′32″ пн. ш. 86°4′17″ зх. д. / 40.75889° пн. ш. 86.07139° зх. д. (40.758805, -86.071474). За даними Бюро перепису населення США в 2010 році місто мало площу 13,41 км², з яких 13,22 км² — суходіл та 0,19 км² — водойми.

## Демографія
Згідно з переписом 2010 року, у місті мешкало 11 417 осіб у 4791 домогосподарстві у складі 2961 родини. Густота населення становила 851 особа/км². Було 5704 помешкання (425/км²).
Расовий склад населення:
| - 93,1 % — білих - 2,5 % — чорних або афроамериканців - 1,3 % — корінних американців - 0,4 % — азіатів |

До двох чи більше рас належало 2,3 %. Частка іспаномовних становила 2,4 % від усіх жителів.
За віковим діапазоном населення розподілялося таким чином: 24,5 % — особи молодші 18 років, 59,9 % — особи у віці 18—64 років, 15,6 % — особи у віці 65 років та старші. Медіана віку мешканця становила 39,0 року. На 100 осіб жіночої статі у місті припадало 90,4 чоловіків; на 100 жінок у віці від 18 років та старших — 87,1 чоловіків також старших 18 років.
Середній дохід на одне домашнє господарство становив 46 588 доларів США (медіана — 33 107), а середній дохід на одну сім'ю — 57 989 доларів (медіана — 45 383). Медіана доходів становила 40 650 доларів для чоловіків та 26 743 долари для жінок. За межею бідності перебувало 21,4 % осіб, у тому числі 28,1 % дітей у віці до 18 років та 10,9 % осіб у віці 65 років та старших.
Цивільне працевлаштоване населення становило 4318 осіб. Основні галузі зайнятості: освіта, охорона здоров'я та соціальна допомога — 21,0 %, виробництво — 19,4 %, роздрібна торгівля — 10,5 %, транспорт — 9,7 %.

## Персоналії
- Коул Портер (1891—1964) — американський композитор.